# Праксифея (жена Эрихтония)
Праксифе́я (др.-греч. Πραξιθέα) — персонаж древнегреческой мифологии из аттического цикла. Наяда, жена афинского царя Эрихтония, мать царя Пандиона I, сестра Зевксиппы.
Праксифея упоминается только в двух сохранившихся источниках — «Мифологической библиотеке» Псевдо-Аполлодора и комментариях к античным текстам Иоанна Цеца. Кроме генеалогической информации, о ней сообщается только, что она была наядой (нимфой источника). В связи с этим возможно, что отцом Праксифеи древние греки считали Кефиса — сына Океана и бога реки Кефис в Аттике.
Учитывая упоминания ещё одной афинской царицы с тем же именем, жены Эрехтея (внука Эрихтония), и наличие в списке царей двух Пандионов, антиковеды полагают, что генеалогия афинского царского дома была искусственным образом удлинена. В этом случае из двух Праксифей первой в античной традиции появилась, по-видимому, жена Эрехтея, о которой источники рассказывают заметно подробнее. Предположительно сначала был придуман двойник царя Пандиона, сына Эрихтония, а потом для царя придумали мать с именем, уже фигурировавшим в родословной, и связали её с женой Пандиона. Существует гипотеза, связывающая Праксифею с мегарским культом Афродиты с эпитетом Праксис (Выполнение), упомянутым у Павсания: она основана на представлениях о том, что Пандион, царствовавший и в Афинах, и в Мегаре, был изначально мегарским героем. Впрочем, по другой версии, Пандион — афинский герой, культ которого укоренился в Мегаре на более позднем этапе развития мифа.